# Про правду і кривду
«Про правду і кривду» — українська народна казка, що відображає тему пошуку правди та справедливості у світі. Основна ідея казки полягає в утвердженні сили правди над кривдою і перемоги добра над злом. Входить у перелік літературних творів, що вивчають у школах України.

## Сюжет
Казка розповідає про двох братів: багатого купця та бідного селянина. Після смерті бідного брата його син звертається до дядька з питанням про те, чи краще жити правдою, чи неправдою. Дядько, багатий купець, стверджує, що «нема правди на світі... скрізь одна кривда», в той час, як небіж вважає, що «є правда — правдою краще жити».
Щоби вирішити суперечку, вони вирішують звернутися до трьох перших людей, яких зустрінуть на дорозі, і дізнатися їхню думку. Вони укладають угоду: якщо перший висловить думку, що краще жити неправдою, небіж віддасть всю свою худобу дядькові; якщо ж буде підтверджено, що краще жити правдою, дядько віддасть свою худобу небіжові.
На дорозі небіж зустрічає заробітчанина, пана і попа, які стверджують, що жити неправдою краще. Небіж змушений віддати всю свою худобу багатому дядькові та залишитися бідним.
Відчуваючи відчай, він вирішує повіситися і йде до лісу шукати відповідне дерево. Там він натрапляє на чорти, які хваляться своїми злиднями й обговорюють способи їх подолання. Вслухавшись у їхні розмови, небіж вирішує використати почуте, щоб допомогти людям.
Повернувшись до міста, він допомагає відновити греблю, яка затопила річку, і забезпечує місто водою. Його винагороджують значним багатством. Далі він лікує королівську дочку, використовуючи методи, які почув від чортів. Король щасливий і одружує свою дочку з небіжем, а після смерті короля той стає новим королем.
Коли дядько небожа приїжджає до королівства, він не впізнає свого племінника, але пізніше дізнається, що той став королем. Король розповідає свою історію і підтверджує, що «правдою краще жити, ніж кривдою». Він наказує дядькові пропагувати це і надає йому подарунки.
Після цього дядько, позаздривши успіхам небожа і прагнучи ще більшого багатства, вирушає до лісу на те саме місце, де небіж хотів вішатися. Там чорти помічають дядька, схоплюють його і підвішують на найвищій гілці.

## Персонажі
- Небіж: Син бідного брата, який відстоює ідею життя правдою.
- Дядько: Багатий купець, який вважає, що краще жити неправдою.
- Заробітчанин, пан, піп: Персонажі, яких небіж зустрічає на дорозі і які висловлюють думку про життя неправдою.
- Чорти та їх ватаг: Злі сили, що заважають людям.
- Король та його дочка-королівна: Благодійники, які нагороджують небожа за його добрі вчинки.

## Тема
Казка «Про правду і кривду» досліджує ідею, що життя згідно з правдою і справедливістю є шляхом до справжнього щастя і добробуту, в протилежність життю, керованому неправдою і хитрістю. Основна ідея казки полягає в утвердженні правди як морального компаса, який веде до позитивних результатів. Небіж, незважаючи на всі труднощі, зберігає віру в правду, що в кінцевому підсумку призводить до його успіху та щастю. Казка також показує, що неправда і злі наміри ведуть до покарання, як це сталося з дядьком небожа. Таким чином, казка підкреслює важливість моральних принципів і служіння іншим як шлях до справжнього щастя.